# Jindřich Kotrla
Jindřich Kotrla (* 7. března 1975 v Mostě) je bývalý český hokejový útočník a trenér.

## Hráčská kariéra
S hokejem začínal ve třech letech v Mostě, ale mládežnické kategorie odehrál v Litvínově, v seniorském týmu odehrál celkem 11 sezon. V sezoně 1997/1998 po deseti odehraných zápasech přestoupil na hostování do Karlových Varů, zůstal do konce sezony. Na novou sezonu se vrátil zpět do Litvínova. V sezoně 2003/2004 odehrál pouhých devět zápasů z důvodů přetržení břišního svalu. Před sezonou 2004/2005 přestoupil do Sparty a podepsal víceletou smlouvu, v klubu nevydržel ani jednu sezonu a po 23 odehraných zápasech se vrátil zpět do Litvínova. Do nadcházející sezony přestoupil do Českých Budějovic, za které odehrál šest sezon a s týmem si zahrál v Lize mistrů. Před novou sezonu 2010/2011 přestoupil do týmu HC Vagnerplast Kladno, v Kladnu strávil pouze rok. Koncem září se domluvil s klubem hrající v nižší lize BK Mladá Boleslav na měsíčním hostování. Těsně před novým rokem uzavřel s klubem HC Energie Karlovy Vary smlouvu na střídavé starty, v klubu působil jako náhradní hráč vůči marodce před play-out. Během toho působil v týmu HC Most. V Mostě nakonec zůstal i v následující sezóně 2012/13, na konci ledna 2013 však zamířil na hostování do konce sezóny klubu IHC Písek. Kariéru ukončil v druholigovém celku KLH Vajgar Jindřichův Hradec, kde strávil dvě sezóny 2013-15.

## Prvenství
- Debut v ČHL - 20. ledna 1995 (HC Litvínov proti HC Dadák Vsetín)
- První gól v ČHL - 20. ledna 1995 (HC Litvínov proti HC Dadák Vsetín, českému brankáři Romanu Čechmánkovi)
- První asistence v ČHL - 14. února 1995 (HC Litvínov proti HC Dukla Jihlava)

## Klubová statistika
| Sezóna       | Klub                         | Soutěž       |     | Základní část | Základní část | Základní část | Základní část | Základní část |   | Play off | Play off | Play off | Play off | Play off |
| Sezóna       | Klub                         | Soutěž       | Z   | G             | A             | B             | TM            | Z             | G | A        | B        | TM       |          |          |
| 1994/1995    | HC Litvínov                  | ČHL          | 5   | 1             | 1             | 2             | 6             | 2             | 0 | 0        | 0        | 6        |          |          |
| 1994/1995    | HC Litvínov B                | 2.ČHL        | 3   | 0             | 1             | 1             |               | —             | — | —        | —        | —        |          |          |
| 1995/1996    | HC Litvínov                  | ČHL          | 30  | 5             | 8             | 13            | 22            | 12            | 1 | 1        | 2        | 12       |          |          |
| 1996/1997    | HC Chemopetrol               | ČHL          | 44  | 7             | 3             | 10            | 32            | —             | — | —        | —        | —        |          |          |
| 1997/1998    | HC Chemopetrol               | ČHL          | 12  | 0             | 2             | 2             | 2             | —             | — | —        | —        | —        |          |          |
| 1997/1998    | HC Slavia Karlovy Vary       | ČHL          | 14  | 3             | 5             | 8             | 6             | —             | — | —        | —        | —        |          |          |
| 1998/1999    | HC Chemopetrol               | ČHL          | 43  | 9             | 8             | 17            | 63            | —             | — | —        | —        | —        |          |          |
| 1999/2000    | HC Chemopetrol               | ČHL          | 33  | 4             | 3             | 7             | 30            | 7             | 1 | 0        | 1        | 8        |          |          |
| 2000/2001    | HC Chemopetrol               | ČHL          | 49  | 5             | 9             | 14            | 30            | 4             | 0 | 1        | 1        | 16       |          |          |
| 2001/2002    | HC Chemopetrol               | ČHL          | 41  | 4             | 4             | 8             | 93            | —             | — | —        | —        | —        |          |          |
| 2002/2003    | HC Chemopetrol               | ČHL          | 44  | 8             | 9             | 17            | 77            | —             | — | —        | —        | —        |          |          |
| 2003/2004    | HC Chemopetrol               | ČHL          | 9   | 3             | 2             | 5             | 55            | —             | — | —        | —        | —        |          |          |
| 2003/2004    | HC Most                      | 2.ČHL        | —   | —             | —             | —             | —             | 4             | 2 | 2        | 4        | 18       |          |          |
| 2004/2005    | HC Sparta Praha              | ČHL          | 23  | 3             | 1             | 4             | 36            | —             | — | —        | —        | —        |          |          |
| 2004/2005    | HC Chemopetrol               | ČHL          | 8   | 4             | 5             | 9             | 24            | 5             | 0 | 1        | 1        | 18       |          |          |
| 2005/2006    | HC České Budějovice          | ČHL          | 52  | 2             | 6             | 8             | 60            | 8             | 0 | 3        | 3        | 6        |          |          |
| 2006/2007    | HC Mountfield                | ČHL          | 48  | 7             | 4             | 11            | 87            | 11            | 3 | 2        | 5        | 30       |          |          |
| 2007/2008    | HC Mountfield                | ČHL          | 49  | 4             | 2             | 6             | 48            | 12            | 1 | 0        | 1        | 37       |          |          |
| 2008/2009    | HC Mountfield                | ČHL          | 33  | 6             | 3             | 9             | 78            | —             | — | —        | —        | —        |          |          |
| 2009/2010    | HC Mountfield                | ČHL          | 45  | 1             | 3             | 4             | 62            | 5             | 0 | 2        | 2        | 0        |          |          |
| 2010/2011    | HC Vagnerplast Kladno        | ČHL          | 36  | 3             | 1             | 4             | 32            | —             | — | —        | —        | —        |          |          |
| 2011/2012    | BK Mladá Boleslav            | ČHL          | 11  | 2             | 0             | 2             | 4             | —             | — | —        | —        | —        |          |          |
| 2011/2012    | HC Energie Karlovy Vary      | ČHL          | 20  | 2             | 0             | 2             | 10            | —             | — | —        | —        | —        |          |          |
| 2011/2012    | IHC Písek                    | 1.ČHL        | 9   | 2             | 2             | 4             | 20            | —             | — | —        | —        | —        |          |          |
| 2011/2012    | HC Most                      | 1.ČHL        | 15  | 0             | 1             | 1             | 10            | —             | — | —        | —        | —        |          |          |
| 2012/2013    | HC Most                      | 1.ČHL        | 28  | 4             | 6             | 10            | 54            | —             | — | —        | —        | —        |          |          |
| 2012/2013    | IHC Písek                    | 1.ČHL        | 6   | 0             | 1             | 1             | 4             | —             | — | —        | —        | —        |          |          |
| 2013/2014    | KLH Vajgar Jindřichův Hradec | 2.ČHL        | 25  | 8             | 3             | 11            | 105           | 3             | 1 | 1        | 2        | 18       |          |          |
| 2014/2015    | KLH Vajgar Jindřichův Hradec | 2.ČHL        | 5   | 0             | 0             | 0             | 14            | —             | — | —        | —        | —        |          |          |
| Celkem v ČHL | Celkem v ČHL                 | Celkem v ČHL | 649 | 83            | 79            | 162           | 857           | 66            | 6 | 10       | 16       | 129      |          |          |

## Reprezentace
| Rok                       | Tým                       | Soutěž                    | Z | G | A | B | TM |
| ------------------------- | ------------------------- | ------------------------- | - | - | - | - | -- |
| 1993                      | Česko 18                  | ME-18                     | 3 | 0 | 3 | 3 | 0  |
| 2003                      | Česko                     | MS                        | 9 | 0 | 1 | 1 | 2  |
| Juniorská kariéra celkově | Juniorská kariéra celkově | Juniorská kariéra celkově | 3 | 0 | 3 | 3 | 0  |
| Seniorská kariéra celkově | Seniorská kariéra celkově | Seniorská kariéra celkově | 9 | 0 | 1 | 1 | 2  |